# Utrasvesi
Utrasvesi är en del av Pihlajavesi som i sin tur är en del av Saimen i Finland.   Den ligger vid Puttiko och avskiljs där från nästa stora sjö, Puruvesi i nordost. Den ligger i landskapet Södra Savolax, i den sydöstra delen av landet, 290 km nordost om huvudstaden Helsingfors. Utrasvesi ligger 64 meter över havet. I omgivningarna runt Utrasvesi växer i huvudsak blandskog.